# 科洛科尔火山群
科洛科尔火山群（俄语：Группа Вулканов Колокола）是得抚岛的火山群，属萨哈林州库里尔斯克区，最高点海拔1,328米，包含别尔格火山、地狱山、极乐山等。